# The Proposal (film 1910)
The Proposal è un cortometraggio muto del 1910 diretto da Frank Powell. Girata a Fort Lee, New Jersey, la pellicola venne prodotta e distribuita dalla Biograph Company, uscendo nelle sale il 27 ottobre 1910.

## Produzione
Il film fu prodotto dalla Biograph Company.

## Distribuzione
Il copyright del film, richiesto dalla Biograph Co., fu registrato il 5 novembre 1910 con il numero J147352.
Distribuito dalla Biograph Company, il film - un cortometraggio di 140,5 metri - uscì nelle sale cinematografiche statunitensi il 27 ottobre 1910. Nelle proiezioni, veniva programmato con il sistema dello split reel, accorpato in un'unica bobina con un altro cortometraggio della Biograph, The Passing of a Grouch, diretto sempre da Frank Powell.